# Humanitarni koridor
Humanitarni koridor je vrsta začasnega demilitariziranega območja, namenjenega varnemu tranzitu humanitarne pomoči v krizno regijo in/ali beguncem iz nje. Takšen koridor je lahko povezan tudi z območjem prepovedi letenja ali območjem prepovedi vožnje.
V obdobju po hladni vojni so bile predlagane različne vrste "humanitarnih koridorjev", ki jih je predlagala ena ali več vojskujočih se strani ali pa v primeru humanitarne intervencije celo mednarodna skupnost. Humanitarni koridorji so bili pogosto uporabljeni med sirsko državljansko vojno.

## Varna območja Združenih narodov
Varna območja Združenih narodov (varna območja ZN) so bili humanitarni koridorji, vzpostavljeni leta 1993 na ozemlju Bosne in Hercegovine med bosansko vojno z več resolucijami Varnostnega sveta Združenih narodov.